# Ґура (Сьремський повіт)
Ґура (пол. Góra, нім. Glückshöhe) — село в Польщі, у гміні Сьрем Сьремського повіту Великопольського воєводства.
Населення — 242 особи (2011).
У 1975-1998 роках село належало до Познанського воєводства.

## Демографія
Демографічна структура станом на 31 березня 2011 року:
|          | Загалом | Допрацездатний вік | Працездатний вік | Постпрацездатний вік |
| -------- | ------- | ------------------ | ---------------- | -------------------- |
| Чоловіки | 130     | 33                 | 87               | 10                   |
| Жінки    | 112     | 28                 | 69               | 15                   |
| Разом    | 242     | 61                 | 156              | 25                   |